# Мемрик
Мемрик (укр. Мемрик) — село в Покровском районе Донецкой области Украины.
Население по данным всеукраинской переписи 2001 года составляло 398 человек.

## История
Село было основано в 1885 году.

28 августа 2024 года, в ходе боёв за Покровск, село было захвачено ВС РФ.